# شوفان دوناهي
شوفان إيما دوناهي (بالإنجليزية: Siobhán Donaghy)‏ (مواليد 14 يونيو 1984) مغنية وكاتبة أغاني إنجليزية. كانت عضو مؤسس في فرقة فتاة شوغابابيس، وفرقة موتيا كيشا شوفان، في عام 2012 أكدت شوفان دوناهي وزملاؤها السابقون في شوغابابيس، بوينا وبوكانان لم شملهم مرة أخرى. لم يتمكن الثلاثي الأصلي من إصدار الموسيقى تحت اسم «شوغابابيس» حيث كانت لا تزال مملوكة لشركة الإدارة. بدلاً من ذلك، أطلقوا الموسيقى تحت الاسم الجديد موتيا كيشا شوفان، حتى حصلوا على الحقوق القانونية لاسم شوغابابيس مرة أخرى في عام 2019.

## نشأتها
ولدت سيوبهان إيما دوناغي في 14 يونيو 1984 في إيستكوت لأبوين أيرلنديين ولديها شقيقتان، بيبين ورويسين. تعمل الأخيرة كفنانة مكياج لها.

## روابط خارجية
- شوفان دوناهي على موقع IMDb (الإنجليزية)
- شوفان دوناهي على موقع ميوزك برينز (الإنجليزية)
- شوفان دوناهي على موقع أول ميوزيك (الإنجليزية)
- شوفان دوناهي على موقع ديسكوغز (الإنجليزية)